# Hop, the Bellhop
Hop, the Bellhop é um curta-metragem mudo norte-americano de 1919, do gênero comédia, com o ator cômico Oliver Hardy.

## Elenco
- Billy Armstrong - Jumping Jupiter

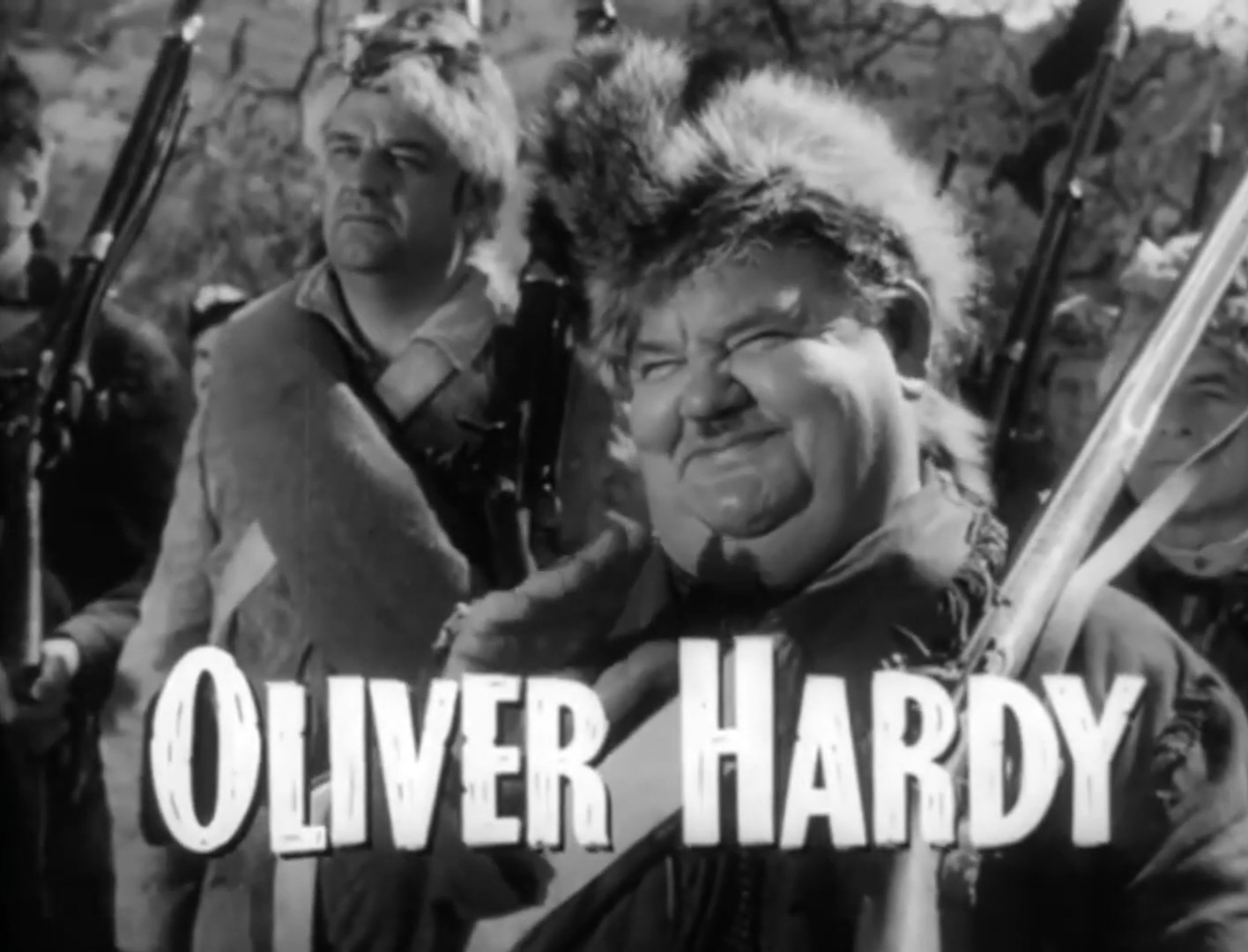
Oliver Hardy

- Oliver Hardy - Solomon Soop (como Babe Hardy)